# 홍만종
홍만종(洪萬宗, 1643년~1725년)은 조선 효종 때의 문신, 학자이다. 본관은 풍산 홍씨, 자는 우해(宇海), 호는 현묵자(玄默子)·몽헌(夢軒)·장주(長洲)이다. 널리 학문에 뛰어나 많은 책을 저술하였다.

## 가족 관계
- 아버지는 영천군수(榮川郡守) 주세(柱世)이며, 어머니는 참판 정광경(鄭廣敬)의 딸이다.[1]

## 저서
- 《동국역대총목(東國歷代總目)》
- 《증보역대총목》
- 《해동이적(海東異蹟)》
- 《소화시평(小華詩評)》
- 《순오지(旬五志)》
- 《시평보유(詩評補遺)》
- 《시화총림(詩話叢林)》
- 《동국악보(東國樂譜)》
- 《명엽지해(蓂葉志諧)》: 숙종 대인 1678년에 편찬한 소화집(笑話集)이다.
- 《동국지지략(東國地志略)》